# Тино (город)
Тино (яп. 茅野市 Тино-си) — город в Японии, находящийся в префектуре Нагано. Площадь города составляет 266,41 км², население — 55 639 человек (1 августа 2014), плотность населения — 208,85 чел./км².

## Географическое положение
Город расположен на острове Хонсю в префектуре Нагано региона Тюбу. С ним граничат города Сува, Саку, Ина, Хокуто, посёлки Коуми, Сакухо, Татесина, Нагава, Фудзими и сёла Минамимаки, Хара.

## Население
Население города составляет 55 639 человек (1 августа 2014), а плотность — 208,85 чел./км². Изменение численности населения с 1980 по 2005 годы:
| 1980 | 43 942 чел. |  |
| 1985 | 47 273 чел. |  |
| 1990 | 50 064 чел. |  |
| 1995 | 52 807 чел. |  |
| 2000 | 54 841 чел. |  |
| 2005 | 57 099 чел. |  |

## Символика
Деревом города считается берёза плосколистная, цветком — горечавка шероховатая.